# الحميدية (المفرق)
الحميدية منطقة سكنية تقع في لواء البادية الشمالية، محافظة المفرق في الأردن. تنتمي المنطقة لقضاء الصالحية الذي يضم 17 منطقة. يقدر عدد سكانها بـ 1694 نسمة حسب إحصاء 2015.

## الوصلات الخارجية
- دائرة الاحصاءات العامة